# Dick Salm
Dick Salm (Brakel, 10 augustus 1954) is een voormalig Nederlands voetballer. Hij speelde in het Nederlandse betaalde voetbal acht seizoenen voor FC Den Bosch.

## Loopbaan
Hij begon in de jeugd bij Brakel, de Gelderse amateurclub uit zijn geboorteplaats. In 1976 kreeg hij een contract bij FC Den Bosch dat uitkwam in de Eerste divisie.
Na een onderbreking van tien jaar keerde FC Den Bosch in 1983 via de nacompetitie terug in de Eredivisie. Dick Salm scoorde op 1 juni 1983 in de wedstrijd tegen SC Cambuur (1-1) de beslissende treffer uit een strafschop.
Hij bleef nog een jaar bij FC Den Bosch en speelde elf duels in de Eredivisie voordat hij vertrok naar Kozakken Boys uit Werkendam. In 1985 werd Kozakken Boys voor het eerst kampioen in de Eerste klasse, de hoogste zaterdagafdeling. Dankzij het doelpunt dat Dick Salm scoorde op 18 mei 1985 thuis tegen Spijkenisse (1-1).
Na vijf jaar bij Kozakken Boys keerde hij in 1989 op 35-jarige leeftijd terug bij Brakel. Na zijn spelersloopbaan werd hij trainer in het amateurvoetbal. Naast Brakel trainde hij onder meer VV Wieldrecht, Emplina en Wilhelmina '26. In 2014 startte hij een eigen voetbalschool.

## Wedstrijdstatistieken
| Seizoen | Club         | Competitie     | wed. | goals |
| ------- | ------------ | -------------- | ---- | ----- |
| 1976/77 | FC Den Bosch | Eerste divisie | 31   | 2     |
| 1977/78 | FC Den Bosch | Eerste divisie | 33   | 0     |
| 1978/79 | FC Den Bosch | Eerste divisie | 33   | 0     |
| 1979/80 | FC Den Bosch | Eerste divisie | 33   | 4     |
| 1980/81 | FC Den Bosch | Eerste divisie | 32   | 2     |
| 1981/82 | FC Den Bosch | Eerste divisie | 27   | 3     |
| 1982/83 | FC Den Bosch | Eerste divisie | 26   | 2     |
| 1983/84 | FC Den Bosch | Eredivisie     | 11   | 0     |